# روز موني
روز موني (بالإنجليزية: Rose Mooney)‏ هي عازفة قيثار ‏ أيرلندية، ولدت في 1740، وتوفيت في 1798.